# Тічинето
Тічинето (італ. Ticineto, п'єм. Tisnèis) — муніципалітет в Італії, у регіоні П'ємонт,  провінція Алессандрія.
Тічинето розташоване на відстані близько 480 км на північний захід від Рима, 70 км на схід від Турина, 22 км на північ від Алессандрії.
Населення — 1388 осіб (2014).
Щорічний фестиваль відбувається 29 червня. Покровитель — San Pietro martire.

## Демографія
Населення за роками:

Станом на 1 січня 2023 року в муніципалітеті офіційно проживало 46 іноземців з 12 країн, серед них 13 громадян країн Євросоюзу.

## Сусідні муніципалітети
- Борго-Сан-Мартіно
- Фрассінето-По
- Помаро-Монферрато
- Вальмакка